# Piłka nożna w Polsce (2014/2015)
| Mistrzostwa Polski                                                                           | Mistrzostwa Polski                   |
| -------------------------------------------------------------------------------------------- | ------------------------------------ |
| 1 miejsce - Mistrz Polski                                                                    | Lech Poznań                          |
| 2 miejsce - Wicemistrz Polski                                                                | Legia Warszawa                       |
| 3 miejsce                                                                                    | Jagiellonia Białystok                |
| Król strzelców ekstraklasy                                                                   | 20 - Kamil Wilczek (Piast Gliwice)   |
| Klub 100 - Klub 300 - Tabela wszech czasów Ekstraklasy w piłce nożnej                        |                                      |
| Europejskie Puchary                                                                          |                                      |
| Liga Mistrzów UEFA (2014/2015)                                                               | Legia Warszawa (mistrz 2013/2014)    |
| Liga Europy UEFA (2014/2015)                                                                 | Lech Poznań (2 miejsce 2013/2014)    |
| Liga Europy UEFA (2014/2015)                                                                 | Ruch Chorzów (3 miejsce 2013/2014)   |
| Liga Europy UEFA (2014/2015)                                                                 | Zawisza Bydgoszcz (puchar 2013/2014) |
| UEFA - Współczynnik UEFA - Statystyki występów polskich klubów w europejskich pucharach UEFA |                                      |
| Puchar Polski / Superpuchar Polski                                                           |                                      |
| Puchar Polski w piłce nożnej (2014/2015)                                                     |                                      |
| 1 miejsce - Zdobywca                                                                         | Legia Warszawa                       |
| 2 miejsce - Finalista                                                                        | Lech Poznań                          |
| Superpuchar Polski 2015                                                                      | Lech Poznań                          |

| Poziomy rozgrywkowe w sezonie 2014/2015 | Poziomy rozgrywkowe w sezonie 2014/2015 | Poziomy rozgrywkowe w sezonie 2014/2015                                                      | Poziomy rozgrywkowe w sezonie 2014/2015                                                   |
| --- | --------------------------------------- | -------------------------------------------------------------------------------------------- | ----------------------------------------------------------------------------------------- |
| Centralne | I                                       | Ekstraklasa w piłce nożnej (2014/2015)                                                       | Zawisza Bydgoszcz, GKS Bełchatów                                                          |
| Centralne | II                                      | I liga polska w piłce nożnej (2014/2015)                                                     | Zagłebie Lubin, Termalica Bruk-Bet Nieciecza · GKS Tychy, Widzew Łódź, Flota Świnoujście  |
| Centralne | III                                     | II liga polska w piłce nożnej (2014/2015)                                                    | MKS Kluczbork, Zagłębie Sosnowiec, Rozwój Katowice · Górnik Wałbrzych, Limanovia Limanowa |
| Makroregionalne | IV                                      | III liga polska w piłce nożnej (2014/2015) · 8 grup: I - II - III - IV - V - VI - VII - VIII | po barażach: Gryf Wejherowo, Olimpia Zambrów, Radomiak Radom, Polonia Bytom               |
| Okręgowe (16 okręgów) | V                                       | IV liga polska w piłce nożnej (2014/2015) · 20 Grup                                          |                                                                                           |
| Okręgowe (16 okręgów) | VI                                      | Klasa Okręgowa                                                                               |                                                                                           |
| Okręgowe (16 okręgów) | VII                                     | Klasa A                                                                                      |                                                                                           |
| Okręgowe (16 okręgów) | VIII                                    | Klasa B                                                                                      |                                                                                           |
| Okręgowe (16 okręgów) | IX                                      | Klasa C                                                                                      |                                                                                           |
| System ligowy piłki nożnej w Polsce - Tabela wszech czasów polskiej I ligi piłkarskiej - Tabela wszech czasów polskiej II ligi piłkarskiej |                                         |                                                                                              |                                                                                           |
| IV Liga grupy: dolnośląska - kujawsko-pomorska - lubelska - lubuska - łódzka - małopolska - mazowiecka - opolska - podkarpacka - podlaska - pomorska - śląska I - śląska II - świętokrzyska - warmińsko-mazurska - wielkopolska - zachodniopomorska                               |                                         |                                                                                              |                                                                                           |
| Okręgowe rozgrywki - 16 województw (OZPN): dolnośląskie - kujawsko-pomorskie - lubelskie - lubuskie - łódzkie - małopolskie - mazowieckie - opolskie - podkarpackie - podlaskie - pomorskie - śląskie - świętokrzyskie - warmińsko-mazurskie - wielkopolskie - zachodniopomorskie |                                         |                                                                                              |                                                                                           |

| Rozgrywki młodzieżowe / Mistrzostwa Polski juniorów w piłce nożnej | Rozgrywki młodzieżowe / Mistrzostwa Polski juniorów w piłce nożnej                                                  | Rozgrywki młodzieżowe / Mistrzostwa Polski juniorów w piłce nożnej |
| ------------------------------------------------------------------ | --- | ------------------------------------------------------------------ |
| Centralna Liga Juniorów w piłce nożnej                             | Centralna Liga Juniorów w piłce nożnej (2014/2015) Legia Warszawa Lech Poznań Polonia Warszawa i Górnik Zabrze      |                                                                    |
| Centralna Liga Juniorów w piłce nożnej                             | Centralna Liga Juniorów w piłce nożnej U-17 (2014/2015) Lech Poznań Górnik Zabrze Progres Kraków i Polonia Warszawa |                                                                    |
| Piłka nożna kobiet w Polsce                                        | |                                                                    |
| Ekstraliga polska w piłce nożnej kobiet                            | Ekstraliga polska w piłce nożnej kobiet (2014/2015) · Medyk Konin · Zagłębie Lubin · Górnik Łęczna                  |                                                                    |

Inne:

- Ekstraklasa w futsalu